# Radialène

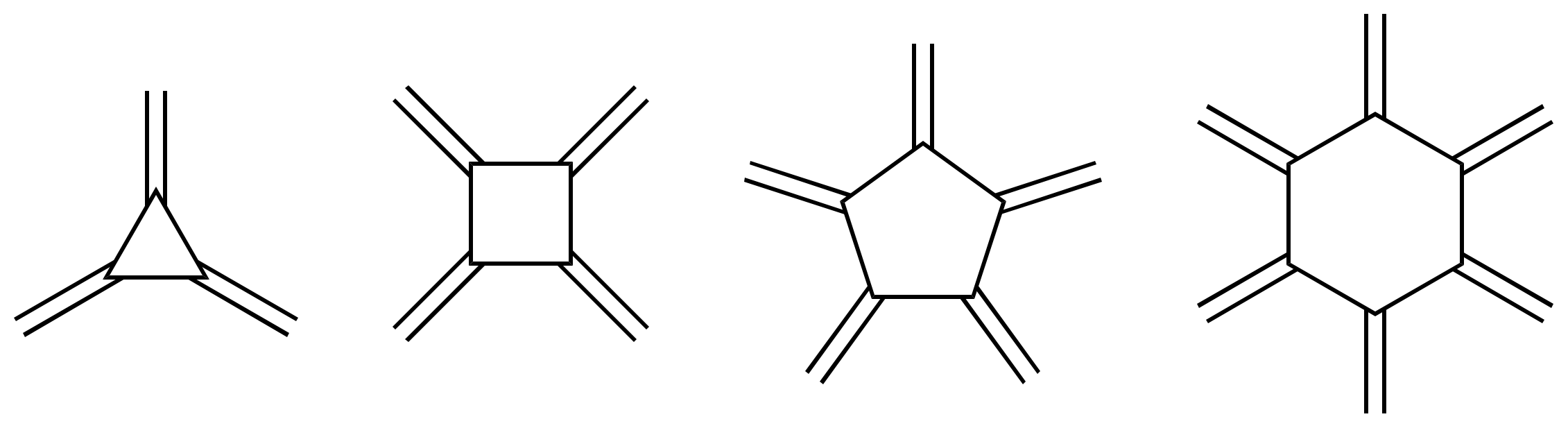
Les quatre premiers radialènes

Les [n]radialènes sont des hydrocarbures alicycliques contenant n doubles liaisons exocycliques en conjugaison croisée. Les doubles liaisons sont habituellement des groupes alcène, mais les composés avec des groupes carbonyle (C=O) sont aussi appelés radialène. Pour certains composés de cette classe, les radialènes parents non substitués sont élusifs, mais beaucoup de dérivés substitués sont connus et stables. Les [n]radialènes ont pour formule générale C2nH2n et pour nom systématique n-méthylènecyclo-n-ane.
Les radialènes sont apparentés aux dendralènes qui ne sont pas cycliques, et aussi à des composés comme le butadiène ou le benzène qui sont des annulènes, ces composés consistant aussi en des cycles d'atomes de carbone sp2. Chaque [n]radialène est aussi isomère du [n]prismane correspondant.
Les radialènes sont étudiés en chimie organique pour leurs propriétés inhabituelles et leur réactivité, mais ils n'ont pas d'application en dehors des laboratoires. Le seul usage qui ait été reporté est celui de « mortier » expérimental pour un nouveau composé organique conducteur et ferromagnétique. L'hexaéthylidène cyclohexane ou hexaméthyl [6]radialène a été le premier dérivé de radialène synthétisé en 1961.

## Conformation
les [3] et [4]radialènes sont suspectés d'avoir une structure plane avec tous les atomes de carbone dans le même plan. Cela est vérifié dans le hexaméthyl[3]radialène et le cyclobutane tétraone tétrakis (hydrazone). Le décamethyl[5]radialène a une géométrie en enveloppe ouverte avec une symétrie C2, tandis que la conformation chaise est calculée pour le [6]radialene et est retrouvée expérimentalement sur l'hexaméthyl [6]radialène.
En raison de la distribution spécifique de leur électrons pi, des hydrocarbures comme le pérylène ou le triphénylène ne sont pas considérés comme des radialènes. Une étude décrit un [6]radialène composé de trois unités thiophène :
Ce composé est reporté comme plan avec une symétrie D3h (diffraction X) mais non aromatique, la longueur des liaisons carbone-carbone est inhabituellement longue (145 pm contre 140 pm pour le benzène) et la valeur du courant de cycle aromatique (en) calculée est proche de zéro.

## Synthèse et propriétés
Les [3],[4],[5] et [6]radialènes polymérisent quand ils sont mis en contact avec l'oxygène de l'air.
Le [4]radialène non substitué a été préparé dans une réaction d'élimination du cis, trans,cis-tétra(bromométhyl)cyclobutane avec le méthanolate de sodium (CH3ONa) dans l'éthanol.
L'hydrogénation avec du platine sur charbon actif donne le cis, cis, cis-tétraméthyl cyclobutane en accord avec la structure proposée pour le composé de départ ([4]radialène). Laissé à l'air libre et à température ambiante, ce [4]radialène réagit avec le dioxygène et polymérise.